# Dialeto jian'ou

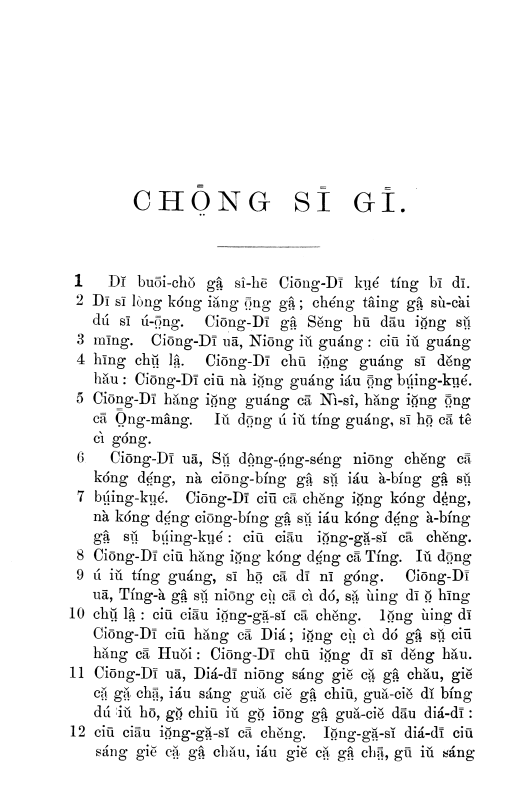
Bíblia em Jian'ou romanizada (Genesis), publicado pela “British and Foreign Bible SocietyV

O dialeto Jian'ou - Min Setentrional: Gṳ̿ing-é-dī / 建甌事;  Chinês: chinês tradicional: 建甌話, chinês simplificado: 建瓯话, pinyin: Jiàn'ōuhuà), também conhecido como dialeto Kienow, é um dialeto local de Mim Setentrional do Chinês falado em Jian'ou no norte da província de Fujian. É considerado como a linguagem comum padrão em Jian'ou.

## Escrita
Missionários introduziram o alfabeto latino entre os falantes da língua como alternativa aos sinogramas. Essa forma da escrita latina não tem as consoantes D, F, J, L, Q, R, V, W, X, Y, Z. Há 6 marcadores de tom. Os finais dos monossílabos são 42 que incluem vogais com e sem diácrítcos, ditongos simples e ditongos com final -ng. A língua é monossilábica C-V.

## Fonologia
De acordo com "Os Oito Tons de Kien-chou" (建州八音), um dicionário de rimas publicado em 1795, o dialeto Jian'ou tinha 15 iniciais, 34 rimas e 7 tons no século 18, no entanto, existem apenas 6 tons no dialeto moderno como o tom "nível de luz" (陽平) desapareceu.

### Iniciaís
|                |                     | Bilabial | Alveolar | Velar | Glotal |
| -------------- | ------------------- | -------- | -------- | ----- | ------ |
| Nasal Oclusiva | Nasal Oclusiva      | m        | n        | ŋ     |        |
| Plosiva        | surda não aspiradas | p        | t        | k     | ʔ      |
| Plosiva        | surda aspirada      | pʰ       | tʰ       | kʰ    |        |
| Africada       | surda não aspirada  |          | ts       |       |        |
| Africada       | surda aspirada      |          | tsʰ      |       |        |
| Fricative      | Fricative           |          | s        | x     |        |
| Aproximante    | Aproximante         |          | l        |       |        |

### Rimas
|                | Sílaba Aberta | Sílaba Aberta | Sílaba Aberta | Sílaba Aberta | Sílaba Aberta | Sílaba Aberta | Sílaba Aberta | Sílaba Aberta | Sílaba Aberta | Sílaba Aberta | Coda Nasal | Coda Nasal | Coda Nasal | Coda Nasal | Coda Nasal | Coda Nasal |
| -------------- | ------------- | ------------- | ------------- | ------------- | ------------- | ------------- | ------------- | ------------- | ------------- | ------------- | ---------- | ---------- | ---------- | ---------- | ---------- | ---------- |
| Boca Aberta    |               | a             | ɪ             | ɛ             | œ             | ʊ             | ɔ             | ai            | au            |               |            | aŋ         | aiŋ        | eiŋ        | œyŋ        | ɔŋ         |
| Boca própria   | i             | ia            |               | iɛ            |               |               | iɔ            |               | iau           | iu            | iŋ         | iaŋ        |            | ieiŋ       |            | iɔŋ        |
| Boca Fechada   | u             | ua            |               | uɛ            |               |               |               | uai           |               |               | uiŋ        | uaŋ        | uaiŋ       |            |            | uɔŋ        |
| Boca Arredonda | y             |               |               | yɛ            |               |               |               |               |               |               | yiŋ        |            |            |            |            |            |

### Tons
Jian'ou tem quatro tons, que são reduzidos a dois em sílabas marcadas.
| Nº do Tom | Nome]                  | Contorno         |
| --------- | ---------------------- | ---------------- |
| 1         | nível (平聲)           | ˥˦ (54) ou ˥ (5) |
| 2         | crecente (上聲)        | ˨˩ (21) ou ˩ (1) |
| 3         | escuro partindo (陰去) | ˨ (2)            |
| 4         | claro partindo (陽去)  | ˦ (4)            |
| 5         | escuro entrando(陰入)  | ˨˦ (24)          |
| 6         | claro entrando (陽入)  | ˦˨ (42)          |

O tom de entrada no dialeto Jian'ou não tem nenhuma marca de coda de tom de entrada (入聲韻尾) como /-ʔ/, { {IPA|/-p̚/}}, /-t̚/ e /-k̚/, o que o diferencia de muitas outras variedades chinesas.